# Кирсаново (урочище)
Кирсаново — заповедное урочище гидрологического типа. Находится в Тельмановском районе Донецкой области.
Статус урочища присвоен решением Донецкого областного исполкома № 155 от 11 марта 1981 года. Площадь — 3 га. Урочище расположено на правом берегу реки Кальмиус, возле села Красный Октябрь Тельмановского района.
Территория урочища представляет собой целинные каменистые земли. На территории урочища произрастает аистник Бекетова, аспления Гейфера, авриния, гвоздика Андржиевского. Тимьян кальмиусский, занесённый в Красную книгу Украины в урочище находится под охраной.
На 19-й сессии Донецкого областного совета рассматривался вопрос об отмене статуса территории заповедного урочища «Кирсаново».